# Filosofia antiga
La filosofia antiga és la filosofia desenvolupada durant l'edat antiga pels grecs i els romans. Suposa el naixement de la filosofia com a tal a Occident, a l'antiga Grècia, partint dels mites. Dintre d'aquest període es troben grans filòsofs com Parmènides, Sòcrates, Plató o Aristòtil. La filosofia immediatament posterior és la filosofia medieval.
Encara que els romans també van dedicar-se a la filosofia, la filosofia romana és més aviat una imitació de la grega, fins al punt que es pot considerar que filosofia antiga i filosofia grega són sinònims. La filosofia romana ha estat important com a intermediària entre la filosofia grega i la cultura europea.

## Disciplines filosòfiques
Els filòsofs antics intentaven aplicar la raó per donar una explicació satisfactòria als grans misteris o preguntes existencials. Els interessos principals de la filosofia antiga van marcar la divisió de la filosofia posterior en disciplines filosòfiques: física (orígens i essència de les coses), ètica (relacions entre l'home i el proïsme), dialèctica (el temps i el pensament).

## Relació amb altres àmbits
La filosofia antiga estava lligada a les altres ciències, sobretot al principi. Donat l'origen mític de moltes concepcions filosòfiques, també es troben relacions amb l'art i la religió. Tanmateix, molts filòsofs antics van ser acusats d'impietat: la condemna a mort de Sòcrates és el cas més conegut, però també Protàgores i Aristòtil, entre d'altres, en foren acusats.

## Divisions de la filosofia grega
La filosofia grega antiga es pot dividir en diversos períodes:
- Etapa naturalística, amb l'anomenada Filosofia presocràtica, on la preocupació és trobar l'arque o origen de la natura
- Etapa humanística, on es produeix un apropament a l'ètica, amb l'obra dels sofistes i de Sòcrates
- Etapa de la gran síntesi, amb els pensadors Plató i Aristòtil, que intenten fer una disecció sistemàtica de la realitat
- Etapa de la filosofia hel·lenística

## Filosofia romana
Durant l'època hel·lenística Roma començà a sorgir com a potència política i cultural. Després de la incorporació a l'imperi de tots els territoris de parla i cultura gregues, la civilització romana heretà i adaptà el gran llegat artístic, literari, científic i filosòfic de l'Antiga Grècia.
Pel que fa al pensament, els romans coneixien les diverses doctrines dels filòsofs grecs (Aristòtil, Plató, Epicur, els estoics, els escèptics…) i van fer un notable esforç per expressar en llatí les idees d'aquest filòsofs. L'esforç de traducció que van fer autors com Ciceró (106 aC - 43 aC) i Marc Terenci Varró (116 aC - 27 aC) fou molt important per la transmissió del pensament grec a la cultura occidental.
En l'àmbit de la ciència, cal dir que durant aquest temps es produí la dissociació de ciència i filosofia i Atenes continuà sent el centre filosòfic, però les ciències es desenvoluparen a Alexandria i Rodes, on van trobar millors condicions econòmiques i socials.
Destaquen:
- Euclides (330 aC - 275 aC) en geometria.
- Arquimedes (287 aC - 212 aC) en física.
- Aristarc de Samotràcia (segle iii aC) i Ptolemeu (segle i aC) en astronomia.